# Солодянка (приток Барневы)
Солодянка — река в России, протекает по Шадринскому району Курганской области. Устье реки находится в 23 км по правому берегу реки Барнева у д. Ельничная. Длина реки составляет 31 км.

## Данные водного реестра
По данным государственного водного реестра России относится к Иртышскому бассейновому округу, водохозяйственный участок реки — Исеть от впадения реки Теча и до устья, без реки Миасс, речной подбассейн реки — Тобол. Речной бассейн реки — Иртыш.
Код объекта в государственном водном реестре — 14010501112111200003347.

## Населённые пункты
- с. Батурино
- с. Камчатка
- д. Симакова
- д. Ельничная